# Olimpene
Olimpene fou un districte de Mísia a la part nord de les muntanyes Olimp, del que deriva el seu nom. Els habitants del districte eren anomenats olimpens (olympeni) o olimpiens (olympieni).